# Malherbesittich
Der Malherbesittich (Cyanoramphus malherbi), auch als Südalpensittich bezeichnet, ist eine seltene Papageienart aus der Gattung der Laufsittiche (Cyanoramphus). Er kommt auf der Südinsel von Neuseeland und einigen küstennahen Inseln vor. Das Artepitheton ehrt den französischen Naturforscher Alfred Malherbe (1804–1865).

## Merkmale
Mit 20 cm ist der Malherbesittich die kleinste Art der Laufsittiche. Er sieht dem Springsittich sehr ähnlich. Die Altvögel haben jedoch ein orangefarbenes Stirnband (kein purpurrotes wie beim Springsittich), das zu den Augen hin heller wird. Der Oberkopf ist hellgelb. Jede Seite des Bürzels ist durch einen orangen Fleck gekennzeichnet. Die Außenfahnen der Hand- und Armschwingen sind violettblau. Der Schnabel ist grau mit einer dunkelgrauen Spitze. Die Iris ist orangerot, die Beine sind braun. Die Flügellänge beträgt bei den Männchen 95 bis 114 mm. Die juvenilen Vögel sehen den Altvögeln ähnlich. Bei ihnen ist das Stirnband undeutlicher und heller, der Schwanz kürzer und die Iris hellbraun.

## Verbreitung und Lebensraum
Vom Festland ist der Malherbesittich von drei Tälern auf der neuseeländischen Südinsel bekannt, die nur kleine Brutpopulationen unterstützen. Diese sind das South Branch Hurunui River Valley, das Hawdon River Valley und das Poulter Valley in der Region North Canterbury. Einmalige Sichtungen liegen aus dem nördlichen Ausläufer des Hurunui River Valleys (2004–2005), dem Andrews Valley (2007) und dem Eglington Valley (1990–1991) in der Region Southland vor. Der Lebensraum sind Scheinbuchenwälder (Nothofagus fusca und Nothofagus solandri) in Höhenlagen zwischen 600 und 900 m. Zum Nisten sind vor allem ein alter Baumbestand mit ausreichend natürlichen Höhlen oder Hohlräumen notwendig.

## Bestand und Gefährdung
Früher war der Malherbesittich in den Wäldern und im subalpinen Buschland der Nord- und Südinsel Neuseelands heimisch. Aufgrund des Verschwindens der alten Wälder, der Lebensraumzerstörung durch Vieh, Hirsche und Beutelratten sowie der Nachstellung durch Beutegreifer, wie Hermeline, wurde die Art immer seltener. In den 1990er-Jahren ging man von einer Population von 500 bis 700 Exemplaren aus. Dieser Bestand wurde in den Sommern 1999 und 2000 durch eine Rattenplage auf 100 bis 200 Exemplare dezimiert. Um den Malherbesittich vor der Ausrottung zu bewahren, wurde ab 2005 ein Umsiedelungsprojekt auf der rattenfreien Insel Chalky Island gestartet, wo die Sittiche erfolgreich brüteten. 2009 wurde der Bestand auf Chalky Island auf über 150 und Anfang 2011 auf 100 bis 200 Individuen geschätzt. In jüngster Zeit war jedoch ein scheinbarer Rückgang der Chalky-Island-Population zu verzeichnen mit einem gleichzeitigen Anstieg der Springsittich-Population auf der Insel. Im April 2012 ging man davon aus, dass etwa 50 Altvögel des Malherbesittichs auf Chalky Island überlebten. 2007 wurden Malherbesittiche auf Maud Island umgesiedelt, wo sie ebenfalls erfolgreich brüteten. 2009 wurde der Bestand dort auf 50 Individuen geschätzt und Anfang 2011 auf 60 bis 100. Anfang 2012 ging man jedoch nur noch von einer Population von 50 oder mindestens 30 Altvögeln aus. Seit Dezember 2009 läuft ein Umsiedelungsprojekt auf Mayor Island / Tūhua vor der Küste der Nordinsel. 63 Vögel wurden auf die Insel gebracht, die im Frühjahr 2011 und 2012 erfolgreich brüteten, so dass der Bestand aktuell auf über 100 Individuen geschätzt wird. Ein weiteres Umsiedelungsprojekt fand auf Blumine Island in den Marlborough Sounds statt, wohin 2011/2012 51 Vögel gebracht wurden. 2015 wurden 23 Exemplare am Hurunui River in der Canterbury Region der neuseeländischen Südinsel ausgewildert. Die Festlandpopulation wurde Anfang 2011 auf 165 bis 300 Exemplare geschätzt, die Inselpopulationen auf 223 bis 363. Präzise Bestandserhebungen werden jedoch verhindert, da es sehr schwierig ist, den Malherbesittich vom Springsittich zu unterscheiden. BirdLife International klassifiziert den Malherbesittich in die Kategorie „vom Aussterben bedroht“ (critically endangered).

## Systematik
Der Malherbesittich wurde 1857 von Charles de Souancé als eigenständige Art beschrieben. In der Folgezeit war der Artstatus jedoch umstritten. 1974 stellte der Ornithologe David T. Holyoak die Vermutung an, dass es sich beim Malherbesittich um eine Farbmorphe des Springsittichs (Cyanoramphus auriceps) handeln könnte, was 1986 von R. H. Taylor durch Kreuzungen zwischen den beiden Taxa bestätigt wurde. Im Jahr 2000 konnten die Molekularbiologen Jonathan C. Kearvell, Wee Ming Boon, Charles H. Daugherty und Geoffrey K. Chambers anhand einer mitochondrialen DNA-Sequenzanalyse darlegen, dass es sich bei Cyanoramphus malherbi um eine eigenständige Art handelt. Beide Taxa sind zwar sehr ähnlich in ihrer Morphologie, der Schnabel des Männchens des Malherbesittichs ist jedoch deutlich kürzer als der des Springsittichs.